# Craugastor

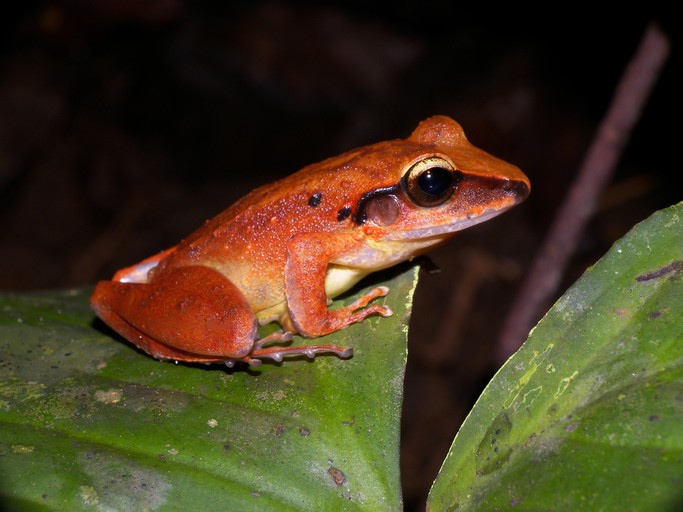
C. fitzingeri

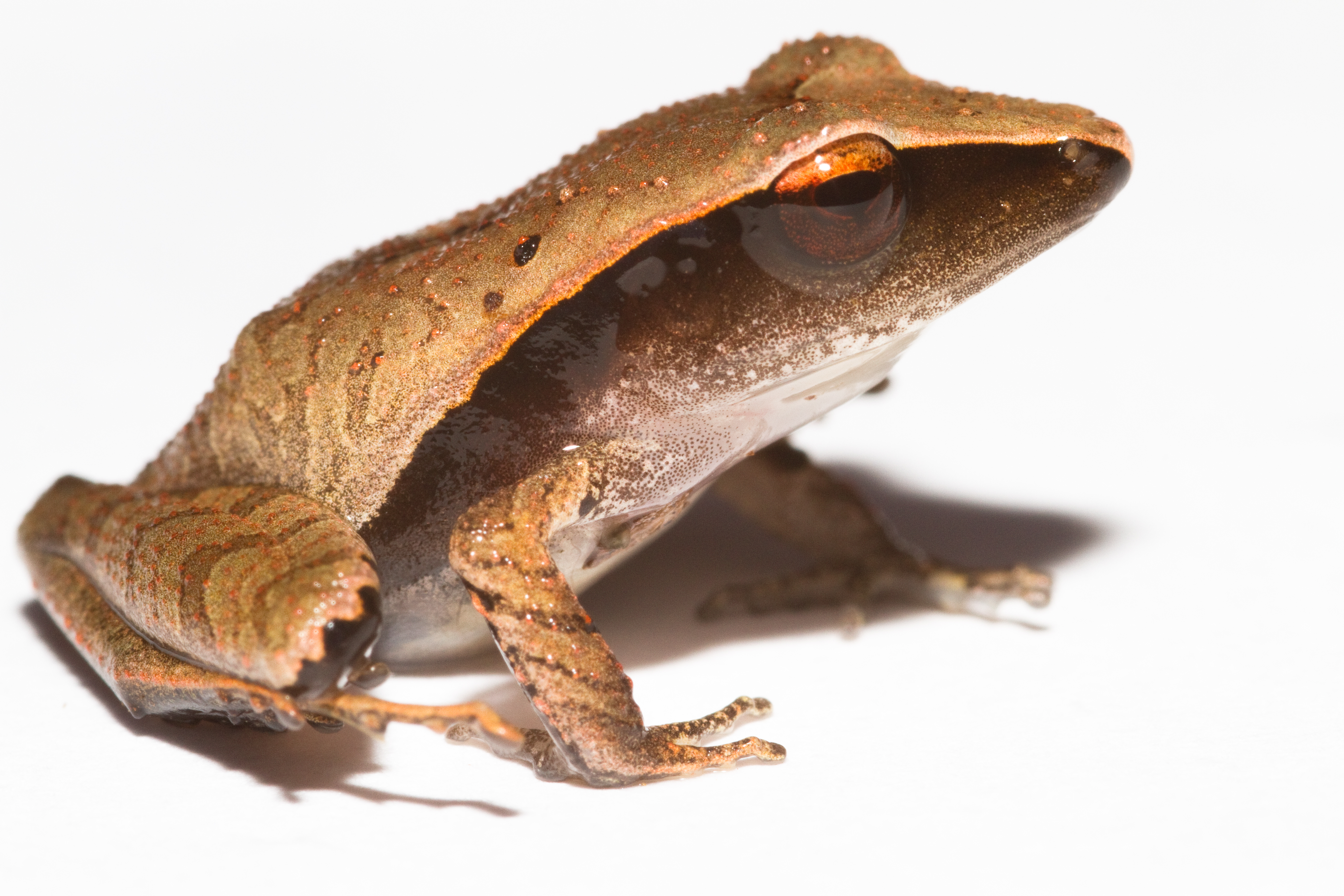
C. gollmeri

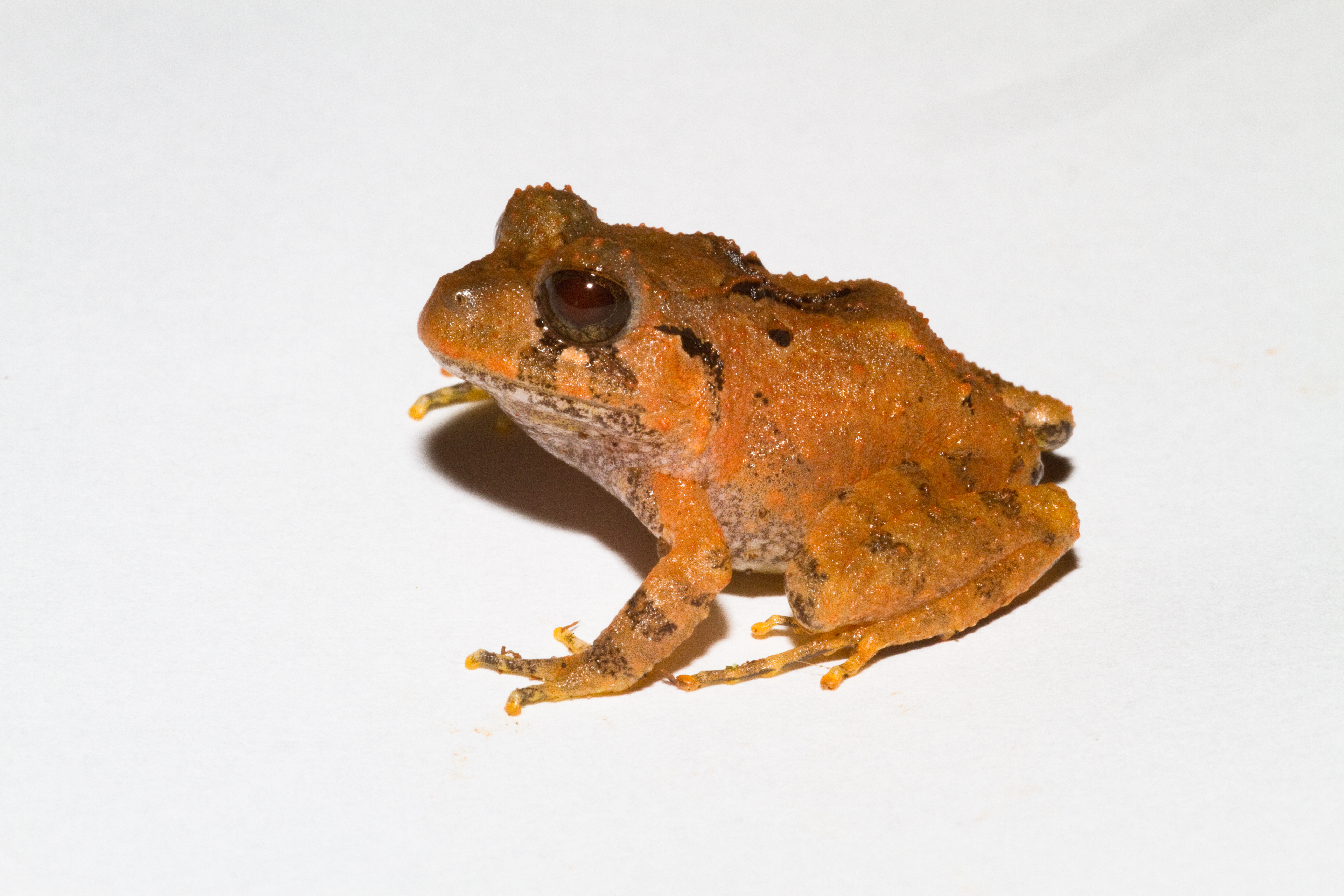
C. megacephalus

Craugastor – rodzaj płazów bezogonowych z podrodziny Craugastorinae w obrębie rodziny Craugastoridae.

## Rozmieszczenie geograficzne
Rodzaj obejmuje gatunki występujące od południowej Arizony do środkowego Teksasu (Stany Zjednoczone) i na południe przez siedliska tropikalne i subtropikalne do północno-zachodniego Ekwadoru i Kolumbii.

## Systematyka
Rodzaj zdefiniował w 1862 roku amerykański paleontolog, zoolog i ewolucjonista Edward Drinker Cope w artykule zatytułowanym O pewnym nowym i mały znanym amerykańskim Anura, opublikowanym w czasopiśmie „Proceedings of the Academy of Natural Sciences of Philadelphia”. Gatunkiem typowym jest (późniejsze oznaczenie) C. fitzingeri.

### Etymologia
- Craugastor: gr. κραυρος krauros ‘kruchy’[11]; γαστηρ gastēr, γαστρος gastros ‘brzuch’[12] .
- Leiyla, Leihyla (Liyla, Liohyla): gr. λειος leios ‘gładki’[13] ; rodzaj Hyla Laurenti, 1768. Gatunek typowy (oznaczenie monotypowe): Leiyla güntherii Keferstein, 1868 (= Hylodes fitzingeri Schmidt, 1857).
- Microbatrachylus: gr. μικρος mikros ‘mały’[14]; βατραχος batrakhos ‘żaba’[15]; rodzaj Hyla Laurenti, 1768. Gatunek typowy (oryginalne oznaczenie): Eleutherodactylus hobartsmithi Taylor, 1936.
- Hylactophryne: gr. ὑλακτης hulaktēs ‘szczekacz’, od ὑλακτεω hulakteō ‘szczekać’; φρυνη phrunē, φρυνης phrunēs ‘ropucha’[7]. Gatunek typowy (oryginalne oznaczenie): Hylodes augusti Dugés, 1879.
- Campbellius: Jonathan Atwood Campbell (ur. 1947), amerykański herpetolog[16]. Gatunek typowy (oryginalne oznaczenie): Eleutherodactylus stadelmani Schmidt, 1936.

### Podział systematyczny
Do rodzaju należą następujące gatunki:

- Craugastor adamastus (Campbell, 1994)
- Craugastor aenigmaticus Arias, Chaves & Parra-Olea, 2018
- Craugastor alfredi (Boulenger, 1898)
- Craugastor amniscola (Campbell & Savage, 2000)
- Craugastor anciano (Savage, McCranie & Wilson, 1988)
- Craugastor andi (Savage, 1974)
- Craugastor angelicus (Savage, 1975)
- Craugastor aphanus (Campbell, 1994)
- Craugastor augusti (Dugès, 1879) – szczekunka warcząca[17]
- Craugastor aurilegulus (Savage, McCranie & Wilson, 1988)
- Craugastor azueroensis (Savage, 1975)
- Craugastor batrachylus (Taylor, 1940)
- Craugastor berkenbuschii (Peters, 1870)
- Craugastor bitonium Jameson, Streicher, Manuelli, Head & Smith, 2022
- Craugastor blairi (Barbour, 1928)
- Craugastor bocourti (Brocchi, 1877)
- Craugastor bransfordii (Cope, 1886)
- Craugastor brocchi (Boulenger, 1882)
- Craugastor campbelli (Smith, 2005)
- Craugastor candelariensis Jameson, Streicher, Manuelli, Head & Smith, 2022
- Craugastor castanedai McCranie, 2018
- Craugastor catalinae (Campbell & Savage, 2000)
- Craugastor chac (Savage, 1987)
- Craugastor charadra (Campbell & Savage, 2000)
- Craugastor chingopetaca Köhler & Sunyer, 2006
- Craugastor chrysozetetes (McCranie, Savage & Wilson, 1989)
- Craugastor coffeus (McCranie & Köhler, 1999)
- Craugastor crassidigitus (Taylor, 1952)
- Craugastor cruzi (McCranie, Savage & Wilson, 1989)
- Craugastor cuaquero (Savage, 1980)
- Craugastor cueyatl Jameson, Streicher, Manuelli, Head & Smith, 2022
- Craugastor daryi (Ford & Savage, 1984)
- Craugastor decoratus (Taylor, 1942)
- Craugastor emcelae (Lynch, 1985)
- Craugastor emleni (Dunn, 1932)
- Craugastor epochthidius (McCranie & Wilson, 1997)
- Craugastor escoces (Savage, 1975)
- Craugastor evanesco Ryan, Savage, Lips & Giermakowski, 2010
- Craugastor fecundus (McCranie & Wilson, 1997)
- Craugastor fitzingeri (Schmidt, 1857)
- Craugastor fleischmanni (Boettger, 1892)
- Craugastor gabbi Arias, Chaves, Crawford & Parra-Olea, 2016
- Craugastor galacticorhinus (Canseco-Márquez & Smith, 2004)
- Craugastor gollmeri (Peters, 1863)
- Craugastor greggi (Bumzahem, 1955)
- Craugastor guerreroensis (Lynch, 1967)
- Craugastor gulosus (Cope, 1875)
- Craugastor gutschei McCranie, 2018
- Craugastor hobartsmithi (Taylor, 1937)
- Craugastor inachus (Campbell & Savage, 2000)
- Craugastor laevissimus (Werner, 1896)
- Craugastor laticeps (Duméril, 1853)
- Craugastor lineatus (Brocchi, 1879)
- Craugastor loki (Shannon & Werler, 1955)
- Craugastor longirostris (Boulenger, 1898)
- Craugastor matudai (Taylor, 1941)
- Craugastor megacephalus (Cope, 1875)
- Craugastor megalotympanum (Shannon & Werler, 1955)
- Craugastor melanostictus (Cope, 1875)
- Craugastor merendonensis (Schmidt, 1933)
- Craugastor metriosistus Ospina-Sarria, Angarita-Sierra & Pedroza-Banda, 2015
- Craugastor mexicanus (Brocchi, 1877)
- Craugastor milesi (Schmidt, 1933)
- Craugastor mimus (Taylor, 1955)
- Craugastor monnichorum (Dunn, 1940)
- Craugastor montanus (Taylor, 1942)
- Craugastor myllomyllon (Savage, 2000)
- Craugastor noblei (Barbour & Dunn, 1921)
- Craugastor obesus (Barbour, 1928)
- Craugastor occidentalis (Taylor, 1941)
- Craugastor olanchano (McCranie & Wilson, 1999)
- Craugastor omiltemanus (Günther, 1900)
- Craugastor omoaensis (McCranie & Wilson, 1997)
- Craugastor opimus (Savage & Myers, 2002)
- Craugastor palenque (Campbell & Savage, 2000)
- Craugastor pechorum (McCranie & Wilson, 1999)
- Craugastor pelorus  (Campbell & Savage, 2000)
- Craugastor persimilis (Barbour, 1926)
- Craugastor phasma (Lips & Savage, 1996)
- Craugastor podiciferus (Cope, 1875)
- Craugastor polaclavus Jameson, Streicher, Manuelli, Head & Smith, 2022
- Craugastor polymniae (Campbell, Lamar & Hillis, 1989)
- Craugastor polyptychus (Cope, 1886)
- Craugastor portilloensis Jameson, Streicher, Manuelli, Head & Smith, 2022
- Craugastor pozo (Johnson & Savage, 1995)
- Craugastor psephosypharus (Campbell, Savage & Meyer, 1994)
- Craugastor punctariolus (Peters, 1863)
- Craugastor pygmaeus (Taylor, 1937)
- Craugastor raniformis (Boulenger, 1896)
- Craugastor ranoides (Cope, 1886)
- Craugastor rayo (Savage & DeWeese, 1979)
- Craugastor rearki (Taylor, 1952)
- Craugastor rhodopis (Cope, 1867)
- Craugastor rhyacobatrachus (Campbell & Savage, 2000)
- Craugastor rivulus (Campbell & Savage, 2000)
- Craugastor rostralis (Werner, 1896)
- Craugastor rubinus Jameson, Streicher, Manuelli, Head & Smith, 2022
- Craugastor rugosus (Peters, 1873)
- Craugastor rugulosus (Cope, 1870)
- Craugastor rupinius (Campbell & Savage, 2000)
- Craugastor sabrinus (Campbell & Savage, 2000)
- Craugastor sagui Arias, Hertz & Parra-Olea, 2019
- Craugastor saltator (Taylor, 1941)
- Craugastor saltuarius (McCranie & Wilson, 1997)
- Craugastor sandersoni (Schmidt, 1941)
- Craugastor silvicola (Lynch, 1967)
- Craugastor spatulatus (Smith, 1939)
- Craugastor stadelmani (Schmidt, 1936)
- Craugastor stejnegerianus (Cope, 1893)
- Craugastor tabasarae (Savage, Hollingsworth, Lips & Jaslow, 2004)
- Craugastor talamancae (Dunn, 1931)
- Craugastor tarahumaraensis (Taylor, 1940)
- Craugastor taurus (Taylor, 1958)
- Craugastor taylori (Lynch, 1966)
- Craugastor trachydermus (Campbell, 1994)
- Craugastor underwoodi (Boulenger, 1896)
- Craugastor uno (Savage, 1985)
- Craugastor vocalis (Taylor, 1940)
- Craugastor vulcani (Shannon & Werler, 1955)
- Craugastor xucanebi (Stuart, 1941)
- Craugastor yucatanensis (Lynch, 1965)
- Craugastor zunigai Arias, Hertz & Parra-Olea, 2019